# Honeoye Falls
Honeoye Falls är en ort (village) i Monroe County i delstaten New York. Vid 2010 års folkräkning hade Honeoye Falls 2 674 invånare.